# No (kana)
の in hiragana o ノ in katakana, è un kana giapponese e rappresenta una mora. Nel sistema alfabetico gojūon esso occupa la 25ª posizione tra ね (ne) e は (ha); mentre occupa la 26ª posizione nell'iroha. La sua pronuncia è [no].
| Forma                    | Rōmaji          | Hiragana                   | Katakana                   |
| ------------------------ | --------------- | -------------------------- | -------------------------- |
| Normale n- (な行 na-gyō) | no              | の                         | ノ                         |
| Normale n- (な行 na-gyō) | nou noo nō, noh | のう, のぅ のお, のぉ のー | ノウ, ノゥ ノオ, ノォ ノー |

## Scrittura

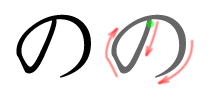
Stile di scrittura di の

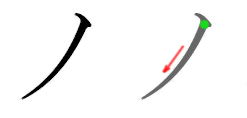
Stile di scrittura di ノ

## Caratteri
| Caratteri form | Unicode | EUC-JP | Shift JIS | GB 2312 | HKSCS |
| の             | U+306E  | A4CE   | 82CC      | A4CE    | C755  |
| ノ             | U+30CE  | A5CE   | 836D      | A5CE    | C7CA  |
| Katakana ﾉ     | U+FF89  | /      | C9        | /       | /     |

## Rappresentazione in altri sistemi di scrittura
In Braille:
| －● ●－ |
Il Codice Wabun per の o ノ è ・・－－.